# Cnemaspis indica
Cnemaspis indica là một loài thằn lằn trong họ Gekkonidae. Loài này được Gray mô tả khoa học đầu tiên năm 1846.